# 虹彩病毒科
虹彩病毒科是一種雙鏈DNA病毒。其學名源自希臘文中的Iris，有彩虹的意思。因為被虹彩病毒感染的宿主，例如昆蟲和魚類，其身體表面會呈現特別的色彩，它们的颜色不是来自色素，而是由于它们病毒粒子复杂的晶体状结构，对某些波长的光进行折射而产生的，而被稱為虹彩病毒。此病毒最早是1954年在一種大蚊的幼蟲上發現。虹彩病毒可感染的生物包括了脊椎動物和無脊椎動物，在兩棲類、魚類、昆蟲都有被虹彩病毒感染的記錄。

## 構造
病毒顆粒直徑約120-300nm，遺傳物質為直線雙鏈DNA，大約150-280kbp。

## 感染宿主
虹彩病毒主要感染無脊椎動物和非哺乳類的脊椎動物。

## 分類
可分為四個屬：
- 虹彩病毒屬（Iridovirus）：感染無脊椎動物，包括藤壺，模式種：無脊椎動物虹彩病毒6型（Invertebrate iridescent virus 6）
- 綠虹彩病毒屬（Chloriridovirus），模式種：無脊椎動物虹彩病毒3型（Invertebrate iridescent virus 3）
- 蛙科病毒屬（Ranavirus）：感染兩棲類和爬蟲類，模式種：蛙病毒3型（Frog virus 3）
- 魚類淋巴囊腫病毒（Lymphocystivirus）：感染淡水魚和海水魚，模式種：淋巴囊腫病病毒1型（Lymphocystis disease virus 1）
- Vholoridovirus：感染昆蟲
- 未定義病毒